# Kiryū Yūyū

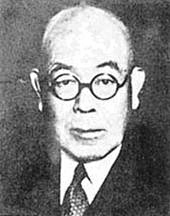
Kiryū Yūyū

Kiryū Yūyū (japanisch 桐生悠々; geboren 20. Mai 1873 in Kanazawa (Präfektur Ishikawa); gestorben 10. September 1941 in Moriyama (Präfektur Aichi)) war ein japanischer Journalist.

## Leben und Wirken
Kiryū Yūyū machte 1899 seinen Studienabschluss im Fach Rechtswissenschaft an der Universität Tokio. Nach seiner Tätigkeit bei dem Verlag Hakubunkan (博文館), bei den Zeitungen Shimotsuke Shimbun (下野新聞社), Osaka Mainichi Shimbun (大阪毎日新聞社), Osaka Asahi Shimbun (大阪朝日新聞社) und anderen wurde er 1910 Chefredakteur von Shinano Mainichi Shimbun (信濃 毎日新聞). Er war sein Leben lang befreundet mit dem Schriftsteller Tokuda Shūsei.
Im September 1912 wurde Kiryū nach dem Treue-Suizid (殉死, Junshi) von Nogi Maresuke von rechtsgerichteten Kreisen angegriffen, weil er das Vorgehen als überholte Sitte kritisiert hatte. 1914 ging er als Chefredakteur von Shin-Aichi (新愛知) nach Nagoya, verließ das Unternehmen aber 1924. 1928 wurde er erneut Chefredakteur von Shinano Mainichi, doch mit seinem Leitartikel „Lachen über die große Luftverteidigungsübung im Kantō-Gebiet“ (関東防空大演習を嗤ふ, Kantō bōkū daienshū o warau) vom 11. August 1933, in dem er genau auf die Schwachstellen der damaligen japanischen städtischen Luftverteidigung hinwies, wurde er zum Problem unter den Anhängern des Militärs.
Kiryū zog sich nach Moriyama (守山町), einem Vorort von Nagoya, zurück, organisierte von dort aus den „Nagoya-Leseclub“ (名古屋読書会, Nagoya dokushokai) und publizierte ein monatliches persönliches Magazin „Tazan no ishi“ (他山の石), um mit zeitnaher Kritik weiterhin das Militär anzugreifen. Es kam zu zahlreichen Verboten und zur Verschlimmerung seines Kehlkopfkrebses. Im August 1941 sandte er an seine Freunde und Bekannte die Mitteilung, dass er die Herausgabe einstelle, am 10. September starb er. Er war der letzte Journalist, der das Militär nachhaltig kritisierte.
Nach dem Zweiten Weltkrieg wurden sein unbeirrter Widerstand wiederentdeckt. Es wurden „Chikushōdō no chikyū'“ (畜生道の地球) – „Der Weg der Viehhaltung und die Erde“, „Kiryū Yūyū hangun ronshū “ (桐生悠々反軍論集) – „Sammlung der antimilitaristischen Schriften“, „Kiryū Yūyū jiden“ (桐生悠々自伝) – „Kiryū Yūyū Autobiografie“ und ein Nachdruck des Magazins „Tazan no ishi“ herausgegeben.